# 跳蚤的幽灵

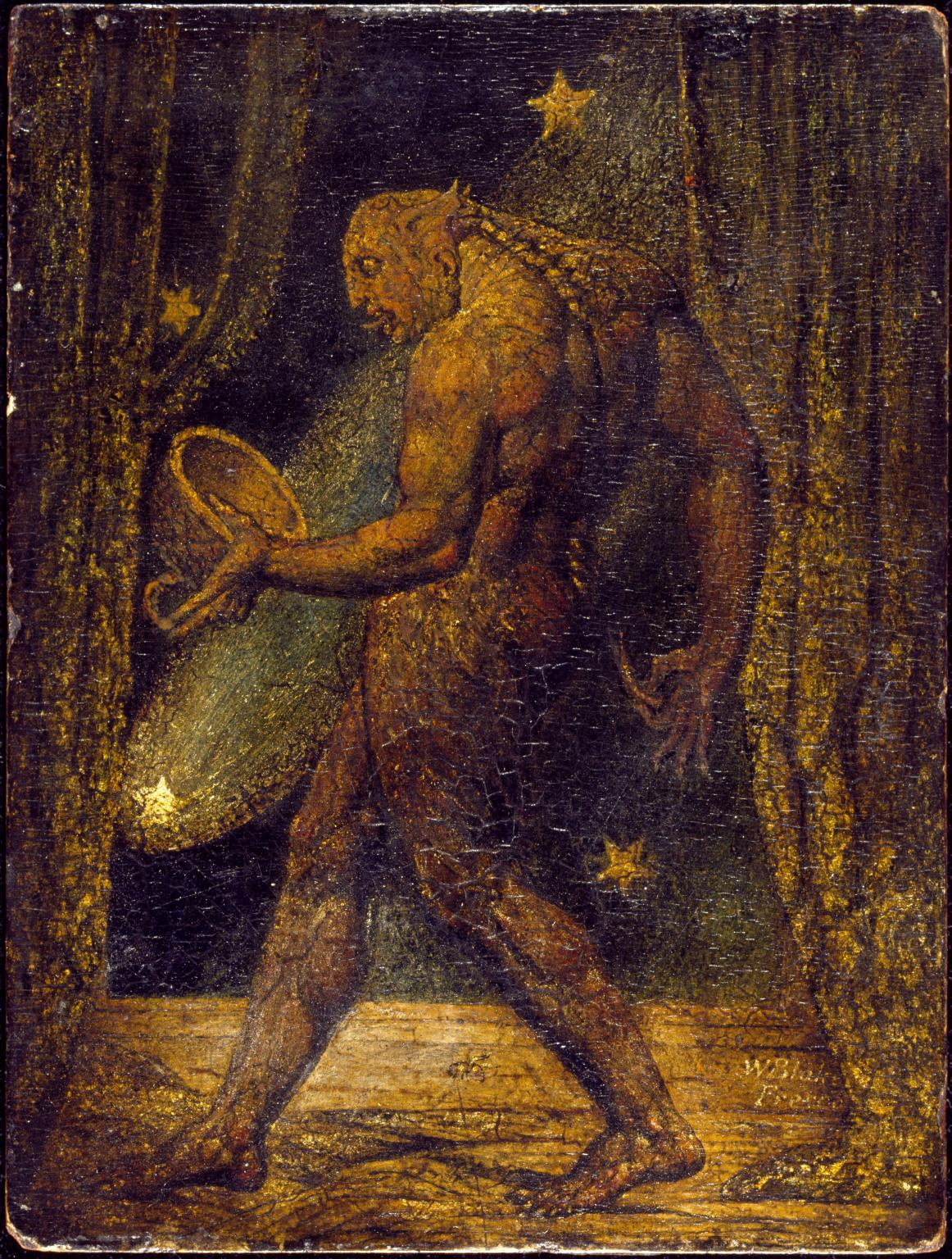
《跳蚤的幽灵》，1819–1820

《跳蚤的幽灵》（The Ghost of a Flea）是英国诗人、画家和版画家威廉·布莱克的一幅微型蛋彩画，尺寸8.42乘6.3英寸（21.4乘16.0）。现藏于伦敦泰特美术馆。这是一幅蛋彩画，混合黄金制作,画在一块热带硬木面板上。 它完成于1819年至1820年间，是水彩画画家和占星家约翰·瓦利（1778–1842）委托绘制的系列作品“梦想者”（Visionary Heads）的一部分 ，富于想象，从1770年到1830年，灵性艺术在英国很受欢迎,在这段时间里，布莱克经常创作超自然的画作来取悦他的朋友，让他们惊叹。。
布莱克的大部分插图、版画和许多绘画作品都只有几英寸高 虽然这幅《跳蚤的幽灵》是布莱克最小的作品之一，但它的想象力是不朽的。它的微小尺寸，与这种昆虫的肌肉体积和力量形成鲜明对比，达到了戏剧性的效果。